# Im Hintern Eis
Im Hintern Eis (italienisch Punta della Vedretta) ist ein 3270 m s.l.m. hoher, nicht vergletscherter Gipfel im Schnalskamm der Ötztaler Alpen auf der Grenze zwischen Österreich und Italien. Der Berg bildet gemeinsam mit der Inneren Quellspitze (3514 m ü. A.), dem Teufelsegg (3227 m ü. A.) und dem Egg (3219 m ü. A.) die südliche Umrandung des Hintereisferners.

## Besteigung
Ausgangspunkt für die Besteigung des leichten Wandergipfels mit hervorragender Aussicht ist die Schöne-Aussicht-Hütte (2842 m s.l.m.), die man von Südtirol am schnellsten von Kurzras im Talschluss des Schnalstales aus erreicht.

## Ausblick
Von dem mit einem einfachen Metallkreuz versehenen Gipfel bietet sich ein eindrucksvoller Rundblick auf die vergletscherten Berge: auf die nahe gelegene Weißkugel (3739 m) und die Langtauferer Spitze (3529 m) mit dem Hintereisferner sowie auf den gesamten Weißkamm bis zur Wildspitze (3770 m), den Hochjochferner mit den ihn begrenzenden Gipfeln wie Fineilspitze (3514 m) und Saykogel (3355 m), außerdem auf die ebenfalls nahe gelegene Saldurspitze (3433 m), hinter der die Ortler-Alpen den Blick auf sich ziehen.